# 나사해수욕장
나사해수욕장(羅士海水浴場, 영어: Nasari Beach)은 울산광역시 울주군 서생면 나사리에 있는 해수욕장이다.

## 같이 보기
- 간절곶
- 진하해수욕장